# 시몬 마구스
시몬 마구스(라틴어: Simon Magus, 그리스어: Σίμων ὁ μάγος 시몬 호 마고스[*])는 마법사 시몬(Simon the Sorcerer) 또는 기타의 시몬(Simon of Gitta)이라고도 한다. 시몬 마구스는 사마리아 사람으로 기원후 1세기에 생존하였던 나스티시즘(Gnosticism, 영지주의) 교부들 중의 한 명이었으며, 나스티시즘의 일파인 시몬파(Simonians · Simonianism)의 창시자라고 전통적으로 여겨지고 있다. 성경에서는 시몬 마구스가 사도행전 8:9-24에서 언급되는데, 이 구절이 시몬 마구스가 언급되는 유일한 구절이다. 하지만 시몬 마구스는 여러 신약성경의 외경들과 초기 기독교 저술가들의 이단에 대한 서술들에서 자주 언급된다. 이들 저술가들 중 몇몇은 시몬 마구스를 기독교의 모든 이단적 교의들의 시원이 되는 인물이라고 여겼다. 이들 중에는 특히 순교자 저스틴(Justin Martyr: AD 100-165)이 있는데, 순교자 저스틴은 시몬 마구스의 사후 약 100여년 후에 그에 대하여 저술하였다.
시몬 마구스는 도시테오스(Dositheos)의 제자이자 스승으로 묘사되고 있는데, 시몬 마구스의 제자들과 지지자들은 그를 "신의 위대한 화신(Great Power of God)"이라고 존중하였다. 시몬 마구스는 후대의 기독교인들에 의해 인간의 형상을 한 악마라고 여러 번 비난받았으며, 또한, 특히 공중부양하여 자유로이 하늘을 나는 능력을 가진 것으로 여겨졌다. 마법사 시몬에 대한 판타지적인 이야기들은 중세 시대까지 계속되었는데, 이 이야기들은 파우스트부흐(Faustbuch)와 괴테의 《파우스트》에 영감을 준 것으로 여겨지고 있다.

## 원천 자료

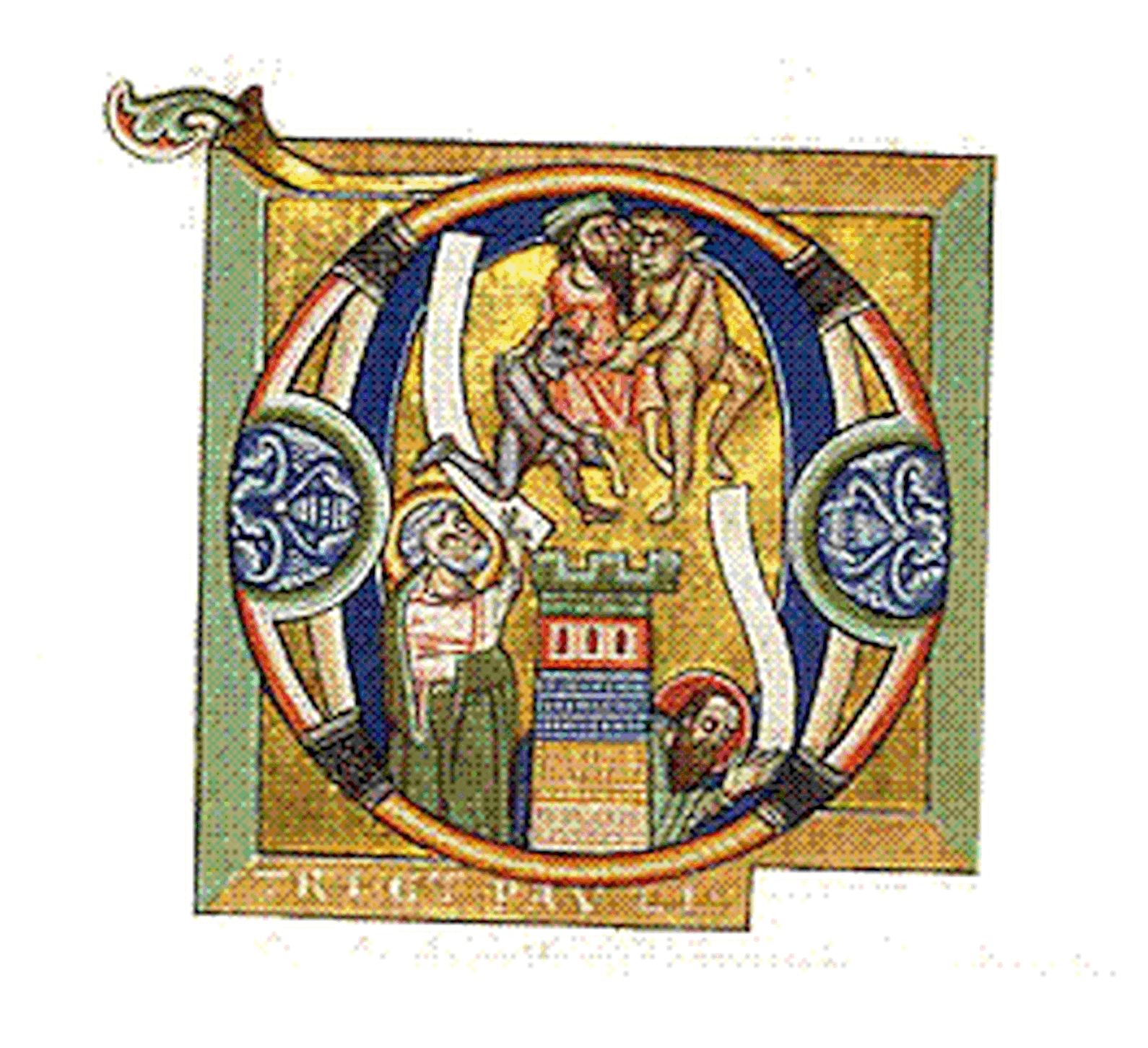
땅에 떨어지는 시몬 마구스: 독일 힐데스하임, 1170년

시몬 마구스의 생애와 사상에 대해 전하고 있는 현존하는 자료로는 다음의 초기 기독교 저작에 담긴 내용들이 거의 전부라고 할 수 있다: 《사도행전 8:9-24》, 기독교 교부인 이레나이우스(c.135-202) · 순교자 저스틴(103-165) · 히폴리토스(c.170-236) · 에피파니우스(315-403)의 저작들, 기독교 외경인 《베드로 행전(Acts of Peter)》 · 초기 클레멘트 문학(Clementine literature) 저작들 · 《사도서한 · Epistle of the Apostles》.
시몬 마구스 자신이나 혹은 후대의 제자가 쓴 저작으로는 《아포파시스 메갈레(Apophasis Megale)》 또는 《대선언(Great Declaration)》이라고 불리는 작은 단편이 있다. 또한 시몬 마구스는 이름만 전해지는 《세상의 네 영역(The Four Quarters of the World)》 · 《논파자의 강의들(The Sermons of the Refuter)》의 두 논서를 포함하여 예닐곱권의 논서를 저술한 것으로 여겨지고 있는데, 이들은 모두 상실되어 지금은 전해지지 않는다.
요세푸스(c.38-c.100)는 《유대고대사(Antiquities of the Jews)》에서, 로마의 유대 속주의 행정 장관인 안토니우스 펠릭스(Antonius Felix: 5/8-?), 헤롯 왕가의 마지막 왕인 아그리파 2세(Agrippa II: 27/28-?), 아그리파 2세의 여동생인 드루실라(Drusilla: 38-79)와 관련된 시몬이라고 불린 마법사를 언급하고 있다. 이 언급에 따르면, 안토니우스 펠릭스는 마법사 시몬에게 드루실라를 설득하여 현재 그녀와 약혼 중인 사람 대신에 자신과 결혼할 수 있게 해줄 것을 요청하였다. 몇몇 학자들은 요세푸스가 언급한 마법사 시몬과 시몬 마구스가 동일 인물이라고 본다. 그러나, 요세푸스가 언급하고 있는 마법사 시몬은 사마리아인이 아닌 유대인이기 때문에 일반적으로 이 견해는 받아들여지지 않는다.

## 같이 보기
- 티아나의 아폴로니오스
- 세례자 요한
- 엘리마